# Варро, Иштван
Иштван Варро (венг. Varró István; 1697 — 29 апреля 1770, Карцаг (ныне Яс-Надькун-Сольнок), Венгрия) — венгерский куман, последний известный человек, говоривший на половецком языке.

## Биография
Иштван Варро происходил из половцев (другое название куманы), которые в XIII веке остались в Венгерском королевстве от монгольского нашествия хана Батыя. За 500 лет половцы полностью ассимилировались с местным населением и утратили свой тюркский язык. В XVIII веке половецкий язык (в Венгрии он назывался куманским) не употреблялся в быту, но дети-куманы в школах изучали молитвы на родном языке.
Иштван Варро был нотариусом в городе Карцаг (в нынешнем медье Яс-Надькун-Сольнок). В 1744 году делегация яско-куманских представителей прибыла в Вену к императрице Марии-Терезии Австрийской, чтобы получить определённые привилегии. Иштван Варро был одним из этих делегатов. По приглашению историка и этнолога Адама Коллара он прочитал молитву «Отче наш» на половецком языке, чтобы дать образец их древнего языка. Эта молитва, а также несколько других и определённое количество коротких фраз были тогда единственными пережитками исчезнувшего языка, и даже тогда они служили лишь для обучения в венгерских школах памяти половецких учеников. Текст этого школьного урока, переданный по традиции и имеющийся в нескольких экземплярах в Венгрии, позже был опубликован венгерским востоковедом Арминием Вамбери.